# Елбанский сельсовет (Новосибирская область)
Елбанский сельсовет — сельское поселение в Маслянинском районе Новосибирской области Российской Федерации.
Административный центр — село Елбань.

## История
Статус и границы сельского поселения установлены Законом Новосибирской области от 2 июня 2004 года № 200-ОЗ «О статусе и границах муниципальных образований Новосибирской области»

## Население
| 2002  | 2010  | 2012  | 2013  | 2014  | 2015  | 2016  |
| ----- | ----- | ----- | ----- | ----- | ----- | ----- |
| 1881  | ↘1466 | ↘1429 | ↘1411 | ↘1378 | ↘1339 | ↘1325 |
| 2017  | 2018  | 2019  | 2020  | 2021  |       |       |
| ↘1310 | ↘1299 | ↘1292 | ↘1270 | ↘1231 |       |       |

## Состав сельского поселения
| № | Населённый пункт | Тип населённого пункта       | Население |
| - | ---------------- | ---------------------------- | --------- |
| 1 | Елбань           | село, административный центр | ↘839      |
| 2 | Жерновка         | деревня                      | ↘206      |
| 3 | Загора           | посёлок                      | ↘179      |
| 4 | Чудиново         | посёлок                      | ↘242      |